# Гептасилан
Гептасилан — бинарное неорганическое соединение кремния и водорода с формулой Si7H16.

## Свойства и получение
Гептасилан представляет собой бесцветную жидкость, растворимую в этаноле и сероуглероде. Неустойчив, медленно разлагается уже при комнатной температуре. При взаимодействии с водой гидролизуется.
Гептасилан получают пиролизом моносилана и дисилана при пониженном давлении с последующей фракционной перегонкой.